# Loi de programme pour l'outre-mer
 (août 2019).
 (octobre 2015).
La loi n° 2003-660 du 21 juillet 2003 de programme pour l'outre-mer, dite loi Girardin, est un texte législatif français qui entend promouvoir le développement économique des territoires d'outre-mer et l’investissement dans l’immobilier pour les particuliers.

## Dispositif légal
Tout contribuable domicilié sur le territoire français peut profiter de ce dispositif de défiscalisation dans le cadre d'un investissement locatif.
La base de réduction d’impôt est la surface du logement neuf. Cette base est égale à la multiplication de la surface habitable du logement en m2 (plus 14 m² de terrasse) par un plafond revu annuellement, qui est de 2 373 euros hors taxes pour 2013.
Base de réduction = (Surface habitable + 14 m2 terrasse couverte maximum) x 2 373 € HT
Exemple : Pour un T3 de 70 m2 ayant une terrasse couverte de 15 m2, la base de réduction pour 2013 = (70 + 14) x 2373 = 199 332 € HT.
Il faut ensuite multiplier ce montant par le pourcentage correspondant à l'année du permis de construire.
Exemple pour 2010 : 37 % + 3 % pour les énergies renouvelables :  178 500 € x 40 % = 71 400€ de réduction d'impôt sur 5 ans soit 14 280 € par an.

## Loi Girardin Habitation
L’État a mis en place ce type d’incitations fiscales afin de pallier la carence locative, très forte dans les DOM-TOM.

### Avantages fiscaux
Le contribuable qui réalise l’acquisition d’un logement neuf dans les DOM-TOM peut bénéficier d’une réduction d’impôt variant de 25 à 50 % selon les cas, et pouvant même atteindre 64 % sous certaines conditions 
Cette réduction est néanmoins plafonnée en fonction du nombre de mètres carrés habitable et de l'année de l’investissement. Par exemple, pour les investissements réalisés outre-mer dans le secteur du logement, la base de la réduction d'impôt "Girardin" est plafonnée, par mètre carré de surface habitable, à :
- pour 2005 : 1 800€ hors taxes pour l'ensemble des collectivités d'outre-mer ;
- pour 2006 : 1 866€ hors taxes pour l'ensemble des collectivités d'outre-mer ;
- pour 2007 : 1 959€ hors taxes pour l'ensemble des collectivités d'outre-mer ;
- pour 2008 : 2 058€ hors taxes pour l'ensemble des collectivités d'outre-mer.

Les taxes à prendre en compte ne comprennent que la TVA immobilière dont le taux s'élève à 8,5 % dans les DOM (hors Guyane) depuis 2000.
En location libre (pas de plafonds de loyers), la réduction d’impôts est de 40 % du prix d’achat de l’acquisition étalée sur 5 ans, soit 8 % par an. La base de calcul de l’économie d’impôt est plafonnée à 2 125 € TTC/m² pour 2007. La surface prise en compte pour cela inclut la varangue (loggia) pour une superficie maximale de 14 m².
- Exemple pour notre T3 : Montant défiscalisable = 178 500 x 40 % = 71 400 €
- Réduction annuelle d’impôt = Montant défiscalisable / 5 ans = 71 400 € / 5= 14 280 €

En location intermédiaire (obligation de plafonds de loyers), la réduction d’impôts est de 50 % du prix d’achat de l’acquisition étalée sur 5 ans, soit 10 % par an. La base de calcul de l’économie d’impôt et la surface prise en compte sont les mêmes que pour la location libre. Cette réduction d'impôts est plafonnée à un montant maximum par m² qui dépend de l'année de la construction. La simulation ci-dessous ne tient pas compte de ce plafonnement
- Exemple pour notre T3 : Montant défiscalisable = 178 500 x 50 % = 89 250 €
- Réduction annuelle d’impôt = Montant défiscalisable / 5 ans = 89 250 € / 5= 17 850 €

Dans le cas d'un logement affecté à l’habitation principale du contribuable, la réduction d'impôt est de 25 % du prix d’achat, étalée sur 10 ans, à raison de 2,5 % par an. Le contribuable doit conserver son bien en tant que résidence principale pendant au moins 5 ans.
- Exemple pour notre T3 : Montant défiscalisable = 178 500 x 25 % = 44 625 €
- Réduction annuelle d’impôt = Montant défiscalisable / 10 ans = 44 625 € / 10 = 4 462,5 €

Ces différents taux sont majorés de 10 points lorsque le logement est situé dans une zone urbaine sensible et de 4 points lorsque sont réalisées des dépenses visant à la production d’énergies renouvelables. La réduction d’impôt maximale peut donc être de 64 % (50+10+4).
La réduction d’impôt est applicable à compter de l’année d’achèvement du bien (DAT).
À partir du 1er janvier 2009, le montant maximal de la défiscalisation est plafonné à 40 000 € par an et par foyer fiscal.

### Conditions
Le logement neuf situé dans les DOM-TOM doit être loué nu à titre de résidence principale pour une durée de 6 ans.
Pour la location intermédiaire, afin de faciliter l’accession à la location:
- Les loyers mensuels pour 2007 sont plafonnés pendant 6 ans à 11,66 € hors charge/m² habitable (plus varangue jusqu’à 14 m²)
- Les ressources annuelles des locataires sont plafonnées à :
- 26 939 € pour un célibataire
- 49 824 € pour un couple sans personne à charge
- 52 706 € pour un couple avec 1 personne à charge
- 55 588 € pour un couple avec 2 personnes à charge
- 59 440 € pour un couple avec 3 personnes à charge
- 63 291 € pour un couple avec 4 personnes à charge

### Prise en compte dans le calcul des impôts
La réduction d'impôts prend effet l'année de la livraison du bien, et non pas celle de la signature de l'acte de vente (généralement une VEFA).
Par exemple, si le bien ne sera livré qu'en 2011 alors que la signature de l'acte a lieu en 2010, la réduction d'impôts ne prendra effet que pour les impôts de 2011.
Il n'y a pas de prorata temporis dans le calcul de la réduction d'impôt : un bien livré en décembre donnera autant de réduction d'impôts qu'un bien livré en janvier de la même année.

## Loi Girardin Industriel
La loi Girardin industriel permet, en devenant propriétaire de biens industriels, de réduire son impôt de 50 % des montants investis. L’engagement de détention de ces biens est de 5 ans (réduit à 4 ans pour certains secteurs) et des contreparties vis-à-vis de l’entreprise locale sont à respecter.  L’État a mis en place ce type d’incitations fiscales afin de stimuler l'activité économique dans les DOM-TOM.
Une réduction d’impôt de 50 % (60 % sur les TOM ou sur certains secteurs d’activité) sur une année, calculée sur le montant d’investissement productif HT.
Si le montant de la réduction d’impôt excède l’impôt dû, l’excédant constitue une créance sur l’État. Cette créance est utilisée pour le paiement de l’impôt sur le revenu dû au titre des 5 années suivantes. La fraction non utilisée est remboursée à l’expiration de cette période.
Ce dispositif est validé jusqu’en 2017.

### Conditions
Engagement de détention pendant 5 ans (ou la durée normale d’utilisation si elle est inférieure).
Rétrocession minimale de 50 % de l’avantage fiscal à l’entreprise locale, sous la forme d’une diminution du loyer ou du prix de cession du bien, lorsque l'investissement est d'une valeur inférieure à 300 k€, et de 60 %, lorsque sa valeur excède ce seuil de 300 k€.
Dans la majorité des secteurs d'activité éligibles à ce dispositif d'incitation fiscale, l'application de ce dernier est réalisée de plein droit lorsque le programme d'investissement n'excède pas 250 k€, au-delà de ce seuil, un agrément préalable de la direction générale des impôts peut être impératif.
À partir du 1er janvier 2009, le plafond annuel des investissements réalisés en direct dans les DOM-TOM est fixé à 40 000 euros s'il s'agit, par exemple, d'investir dans une éolienne. Si le but est de prendre une participation dans un complexe hôtelier, le schéma est différent : le plafond remonte à 100 000 euros si la rétrocession à l'entreprise exploitante est de 60 % et de 80 000 euros si la rétrocession est de 50 %.

### Les associés
Les personnes physiques domiciliées en France (départements métropolitains ou départements d'outre-mer) bénéficient de la réduction d'impôt dans une proportion correspondant à leurs droits aux résultats dans la société. Cette société peut revêtir différentes formes : SNC, SEP, SAS, GIE…

### Affectation du bien
Ouvrent droit à la réduction d'impôt, l'acquisition, la création ou la prise en crédit-bail d'investissements productifs ayant la nature d'immobilisations neuves, corporelles et amortissables.
Les investissements productifs doivent être réalisés outre-mer dans le cadre d'une entreprise exerçant une activité agricole ou une activité industrielle, commerciale ou artisanale.
Certains secteurs d’activités sont par nature éligibles, sont expressément exclus du dispositif.

### Agrément préalable
Certains investissements ne peuvent ouvrir droit à la réduction d'impôt que s'ils ont reçu un agrément préalable du ministre chargé du Budget, après avis du ministre chargé de l'outre-mer.
La procédure d'agrément préalable vise les investissements :
- Qui concernent certains secteurs d’activités quel que soit leur montant,
- Dont le montant total par programme et par exercice est supérieur à 250 000 € (ces investissements doivent être réalisés par une entreprise qui exerce son activité dans les départements d'outre-mer depuis au moins deux ans dans l'un des secteurs éligibles à l'aide fiscale ou donnés en location à une telle entreprise),

### Réduction d’impôt
Année d’imputation de l’avantage fiscal :
La réduction d'impôt est pratiquée au titre de l'année au cours de laquelle l'investissement est réalisé.
En cas d'acquisition d'un immeuble à construire ou de construction d'immeuble (VEFA, vente en l'état futur d'achèvement), la réduction d'impôt est pratiquée au titre de l'année au cours de laquelle les fondations sont achevées.
La réduction d'impôt s'impute sur l'impôt sur le revenu résultant de l'application du barème progressif, à l'exclusion, par conséquent, de l'impôt proportionnel sur les plus-values.

### Durée de conservation
Les associés doivent conserver les parts ou actions de la société pendant un délai de cinq ans à compter de la réalisation de l'investissement.
Toutefois, il est admis que ce délai soit ramené à la durée normale d'utilisation de l'investissement si elle est inférieure à cinq ans.

### Assiette de la réduction d’impôt
La base de la réduction d'impôt est égale à la valeur des investissements productifs correspondant à leur prix de revient hors TVA et hors frais de toute nature, (commissions d'acquisition, à l'exception des frais de transport, d'installation et de mise en service amortissables), diminué de la fraction de leur prix de revient financée par une subvention publique.
L’assiette de la réduction est donc plus importante que le montant investi par le contribuable.

### Taux de la réduction d’impôt
Taux de droit commun :
Le montant de la réduction d'impôt est, en principe, égale à 50 % du prix de revient de l'investissement éligible.
Le taux de la réduction d'impôt peut être majoré pour certains types d'investissements :
- Pour les investissements réalisés en Guyane, à Mayotte, à Saint-Pierre-et-Miquelon ou à Wallis-et-Futuna, le taux de la réduction d'impôt est porté à 60 %,
- Pour les investissements réalisés dans le secteur de la production d'énergie renouvelable, les taux de 50 % et de 60 % sont majorés de 10 %,
- Pour les travaux de rénovation et de réhabilitation d'hôtel, de résidence de tourisme et de village de vacances classés, le taux de la réduction d'impôt est porté à 70 % pour les travaux réalisés dans les départements d'outre-mer et à 60 % pour les travaux réalisés dans les collectivités d'outre-mer.

### Rétrocession
Le bailleur est tenu de rétrocéder à l’entreprise exploitante au moins 60 % du montant de la réduction d’impôt à laquelle son investissement a ouvert droit.
Le taux de rétrocession est ramené à 50 % pour les investissements dont le montant par programme et par exercice est inférieur à 250 000 € par exploitant.
Cette rétrocession prend la forme d’une diminution du montant des loyers et du prix de cession du bien à l’exploitant.

### Plafonnement outre-mer
La somme des réductions d'impôt sur le revenu outre-mer (Girardin immobilier et industriel) et des reports de ces réductions d'impôt dont l'imputation est admise pour un contribuable au titre d'une même année d'imposition est plafonnée à :
- 40 000 €,
- Ou sur option du contribuable, si ce second montant est plus élevé, ce plafond annuel peut être porté à 15 % du revenu du foyer de l'année considérée.

Le plafonnement s'applique annuellement et non par investissement.
Afin de tenir compte de la rétrocession, la réduction d'impôt et les reports éventuels, sont retenus pour :
- 40 % de leur montant lorsque le taux de rétrocession minimal est fixé à 60 %,
- Ou pour 50 % de leur montant lorsque ce taux est de 50 %.

### Plafonnement global
Les réductions d'impôt pour investissement outre-mer sont incluses dans le périmètre du plafonnement global des avantages fiscaux (20 000 € et 8 % du revenu).
Il convient par conséquent de mettre tout d'abord en œuvre le plafonnement spécifique aux réductions d'impôt pour investissement outre-mer, puis d'appliquer le plafonnement global.
La réduction d’impôt est prise en compte après rétrocession, (c'est-à-dire, selon le cas, pour 40 % ou 50 % du montant total de la réduction d'impôt obtenue).

### Report de la réduction d’impôt
Lorsque le montant de la réduction d'impôt excède l'impôt dû par le contribuable ayant réalisé l'investissement, le solde ne peut pas être reporté, dans les mêmes conditions, sur l'impôt sur le revenu des années suivantes jusqu'à la cinquième année inclusivement.
Aucun remboursement de créance de la réduction d'impôt ne peut être effectué.

### Conclusion
L'intérêt du dispositif pour l'investisseur est un intérêt purement fiscal puisqu'il ne peut espérer aucune plus-value au terme de l'opération. Son gain consiste en une économie d'impôt qui dépasse le montant de son apport initial, obtenue dès l'année qui suit son investissement.
Ce type d’investissement concerne essentiellement les contribuables domiciliés en France ayant une imposition supérieure ou égale à 2 500 €

### Risques
La complexité des montages de Girardin industriel a suscité des détournements : ainsi, la société FSB Holding et sa filiale France Energies Finance ont levé 40 millions d'euros en faisant miroiter un taux de rendement garanti de 7 % pour des investissements en Girardin industriel dans des éoliennes et des panneaux solaires ; en réalité, il s'agissait d'une pyramide de Ponzi : les nouvelles souscriptions servaient à payer les intérêts des investisseurs antérieurs ; plus d’un millier de particuliers ont été victimes de cette escroquerie et pourraient perdre plus que leur investissement, dans la mesure où il s'avèrerait que les installations éoliennes et photovoltaïques n'ont pas été réalisées, ce qui entrainerait un redressement fiscal assorti de pénalités ; une enquête pénale est ouverte et la société FSB Holding a été mise en redressement judiciaire le 5 janvier 2016 puis déclarée en liquidation judiciaire le 24 juillet 2016.